# Acantamoebíase
A Acantomoebíase é a doença causada pela Acanthamoeba culbertsoni, uma ameba de vida livre amplamente distribuído na natureza se alimentando de bactérias, mas que pode incidentalmente causar ceratite, Encefalite amebiana granulomatosa, ou formar de granulomas em outros órgãos. A meningoencefalite amebiana pode ser fatal em imunodeprimidos.
A encefalite amebiana granulomatosa é rara, cinco vezes mais comum em homem, e mais comum antes dos 30 anos, especialmente em crianças pequenas e usuários de lentes de contato.

## Causa
A transmissão por Acanthamoeba culbertsoni se dá através da ingestão de água contaminada, aspiração de pó com cistos da ameba ou ainda assepsia ineficiente de lentes de contato, causando infecções oculares. A partir da infecção do olho podem disseminar por sangue ou pelo nervo ocular e penetrar o cérebro.
As acanthamoebas existem naturalmente no solo, onde têm vida livre, e são resistentes à desidratação, sal e cloro.

## Sinais e sintomas
A Encefalite amebiana granulomatosa é mais comum em imunodeprimidos e caracterizada por febre baixa, dores de cabeça, confusão mental, febre baixa, paralisia localizada, falta de coordenação motora, problemas de fala, visão dupla e convulsões. Pacientes com EAG também podem apresentar alterações comportamentais, rigidez do pescoço, aumento da pressão intracraniana, estupor ou coma. Pode ser fatal em alguns meses.
A Queratite por Acanthamoeba pode causar dor e úlcera causando problemas de visão.

## Diagnóstico
O diagnóstico se dá a partir da identificação da ameba, por biópsia ou raspagem do material da córnea.

## Tratamento
O tratamento pode ser feito com cotrimoxazol (TMP-SMZ), fluconazol, pentamidina, miltefosina, voriconazol e oxigênio em altas pressões. Extirpar lesões isoladas e corrigir hidrocefalia cirurgicamente também pode ser benéfico.